# Jerzy Konstanty Czartoryski
Jerzy Konstanty Czartoryski, armoiries Pogoń Litewska, né le 24 avril 1828 à Dresde, mort le 23 décembre 1912 à Vienne, est un prince polonais de la famille Czartoryski, membre du Reichsrat d'Autriche et de la Diète de Galicie et Lodomeria (en).

## Biographie
Jerzy Konstanty Czartoryski est le fils de Konstanty Adam Czartoryski et de Maria Dzierżanowska.

## Mariage
Il épouse Maria Joanna Czermak. Ils ont pour enfants:
- Wanda Czartoryska
- Witold Leon Czartoryski (1864-1945)

## Sources
- (pl) Cet article est partiellement ou en totalité issu de l’article de Wikipédia en polonais intitulé « Jerzy Konstanty Czartoryski » (voir la liste des auteurs).